# Allium spirale
Allium spirale — вид рослин з родини амарилісових (Amaryllidaceae); поширений у східній Азії.

## Опис
Цибулини скупчені, конічно-циліндричні, 0.5–1.5 см у діаметрі, прикріплені до підземного, горизонтального кореневища; оболонка від сірувато-білої до жовтувато-коричневої або блідо-бузково-сіра. Листки лінійні, спірально звивисті, коротші від стеблини, 4–6 мм завширшки, плоскі, основні жилки та краї шершаво-дрібнозубчасті, рідко гладкі, верхівки тупі. Стеблина (15)20–40 см, кругла в перерізі, субкутаста, вузько 2-крилі під зонтиком, вкрита листовими піхвами лише біля основи. Зонтик зазвичай півсферичний, багатоквітковий. Оцвітина від рожевої до блідо-червоної; сегменти з темно-червоною серединною жилкою, довгасто-яйцюваті, 3.5–5.5 × 2–2.5 мм, верхівки тупі, іноді з нерівними зубчиками; зовнішні човноподібні, коротші, ніж внутрішні. 2n = 16, 32. Період цвітіння: липень — серпень.

## Поширення
Поширення: Монголія, Північна Корея, Китай — Ганьсу, Хебей, Хейлунцзян, Хенань, Цзілінь, Ляонін, Внутрішня Монголія, Нінся, Шаньсі, Шаньсі, Росія — Примор'я.
Населяє сухі схили, степи, кам'янисті та гравійні місця, піски та лесові масиви.